# Liste der Staatsoberhäupter 1254
Übersicht
◄◄ | ◄ | 1250 | 1251 | 1252 | 1253 | Liste der Staatsoberhäupter 1254 | 1255 | 1256 | 1257 | 1258 | ► | ►►

Weitere Ereignisse

## Afrika
- Ägypten (Mamlucken)
  - Sultan: Izz ad-Din Aibak (1250–1257)

- Algerien (Abdalwadiden)
  - Sultan: Abu Yahya ibn Zayyan (1236–1282)

- Äthiopien
  - Kaiser (Negus Negest): Mairari (1247–1262)

- Ifriqiya (Ost-Algerien, Tunesien) (Hafsiden)
  - Kalif: Muhammad I. al-Mustansir (1249–1277)

- Kanem-Bornu (Sefuwa-Dynastie)
  - König: Kaday I. (1242–1270)

- Königreich Mali
  - König: Sundiata Keïta (1240–1260)

- Marokko
  - Almohaden in Marrakesch
    - Kalif: Umar al-Mustafiq (1248–1266)

  - Meriniden in Fès
    - Sultan: Abu Yahya Abu Bakr (1244–1258)

## Amerika
- Inkareich
  - Sinchi: Sinchi Roca (ca. 1230–ca. 1260)

## Asien
- Bagan
  - König: Uzana (1250–1254)
  - König: Narathihapate (1254–1287)

- Champa
  - König: Jaya Indravarman V. (1252–1257)

- China (Song-Dynastie)
  - Kaiser: Lizong (1224–1264)

- Georgien
  - König: David VII. (1246–1270)

- Reich der Goldenen Horde
  - Khan: Batu Khan (1236–1255)

- Indien
  - Ahom (Assam)
    - König: Sukaphaa (1228–1268)

  - Chola (in Südindien)
    - König: Rajaraja Chola III. (1218–1256)
    - König: Rajendra Chola III. (1246–1279)

  - Delhi
    - Sultan: Nasir ud din Mahmud I. (1246–1266)

  - Hoysala (im heutigen Karnataka)
    - König: Vira Someshwara (1235–1254)
    - König: Narasimha III. (1254–1291)

  - Pandya (in Südindien)
    - König: Jatavarman Sundara Pandyan (1251–1268)

- Japan
  - Kaiser: Go-Fukakusa (1246–1259)
  - Shōgun (Kamakura): Munetaka (1252–1266)

- Kalifat der Abbasiden
  - Kalif: Al-Mustasim (1242–1258)

- Kambuja (Khmer)
  - König: Jayavarman VIII. (1243–1295)

- Kleinarmenien
  - König: Hethum I. (1226–1269)

- Korea (Goryeo-Dynastie)
  - König: Gojong (1213–1259)

- Kreuzfahrerstaaten
  - Königreich Jerusalem
    - König: Konrad II. (1228–1254)
    - König: Konrad III. (1254–1268)

  - Fürstentum Antiochia
    - Fürst: Bohemund VI. (1252–1268)

  - Grafschaft Tripolis
    - Graf: Bohemund VI. (1252–1275)

- Mongolei
  - Großkhan: Möngke Khan (1251–1259)

- Ryūkyū-Inseln
  - König: Gihon (1249–1259)

- Seldschuken
  - Rum-Seldschuken
    - Sultan: Kai Kaus II. (1246–1257)
    - Sultan: Kılıç Arslan IV. (1248–1265)
    - Sultan: Kai Kobad II. (1249–1257)

- Thailand
  - Sukhothai
    - König: Sri Indraditya (1238–1270)

- Trapezunt
  - Kaiser: Manuel I. (1238–1263)

- Vietnam (Tran-Dynastie)
  - Kaiser: Trần Cảnh (1226–1258)

## Europa
- Achaia
  - Fürst: Wilhelm II. von Villehardouin (1246–1278)

- Archipelagos
  - Herzog: Angelo (1227–1262)

- Athen
  - Herzog: Guido I. de la Roche (1225–1263)

- Bulgarien
  - Zar: Michael II. Assen (1246–1256)

- Byzantinisches Reich
  - Kaiserreich Nikaia
    - Kaiser: Johannes III. Dukas Vatatzes (1222–1254)
    - Kaiser: Theodoros II. Laskaris (1254–1258)

  - Lateinisches Kaiserreich
    - Kaiser: Balduin II. (1228–1261)

- Dänemark
  - König: Christoph I. (1252–1259)

- Deutschordensstaat
  - Hochmeister: Poppo von Osterna (1252–1256)

- England
  - König: Heinrich III. (1216–1272)

- Epirus
  - Despot: Michael II. Angelos (1230–1267/68)

- Frankreich
  - König: Ludwig IX.  (1226–1270)
  - Armagnac
    - Graf: Arnaud Othon de Lomagne (1243–1255)

  - Artois
    - Graf: Robert II. (1250–1302)

  - Astarac
    - Graf: Bernard III. (1249–1291)

  - Aumale
    - Graf: Ferdinand II. (1252–1260)

  - Auvergne (Grafschaft)
    - Graf: Robert V. (1247–1276)

  - Auvergne (Dauphiné)
    - Dauphin: Robert II. (1240–1262)

  - Auxerre
    - Gräfin: Mathilde von Courtenay (1192–1257)

  - Bar
    - Graf: Theobald II. (1239–1291)

  - Blois
    - Graf: Johann von Châtillon (1249–1279)

  - Bretagne
    - Herzog: Johann I. (1221–1286)

  - Burgund (Herzogtum)
    - Herzog: Hugo IV. (1218–1272)

  - Burgund (Freigrafschaft)
    - Pfalzgräfin: Adelheid (1248–1279)

  - Champagne
    - Graf: Theobald V. (1253–1270)

  - Chartres
    - Gräfin: Mathilde d’Amboise (1248–1269)

  - Comminges
    - Graf: Bernard VI. (1241–1295(?))

  - Dauphiné
    - Graf: Guigues VII. (1237–1269)

  - Dreux
    - Graf: Robert IV. (1249–1282)

  - Eu
    - Graf: Alfons von Brienne (1249–1270)

  - Foix
    - Graf: Roger IV. (1241–1265)

  - Marche
    - Graf: Hugo XII. von Lusignan (1250–1270)

  - Narbonne
    - Vizegraf: Amalric I. (1239–1270)

  - Nevers
    - Gräfin: Mathilde von Courtenay (1192–1257)

  - Orange
    - Fürst: Raimund I. (1219–1282)

  - Penthièvre
    - Gräfin: Jolantha (1235–1272)

  - Périgord
    - Graf: Archambaud III. (1251–1294)

  - Provence
    - Gräfin: Beatrix (1245–1267)

  - Rethel
    - Graf: Gaucher (1251–1262)

  - Rodez
    - Graf: Hugo IV. (1221–1274)

  - Rouergue
    - Gräfin: Johanna (1249–1271)

  - Sancerre
    - Graf: Ludwig I. (1218–1268)

  - Tonnerre
    - Gräfin: Mathilde von Courtenay (1192–1257)

  - Grafschaft Toulouse
    - Gräfin: Johanna (1249–1271)

  - Vendôme
    - Graf: Burchard V. (1249–1270)

- Heiliges Römisches Reich
  - König: Konrad IV. (1250–1254)
  - König: Wilhelm von Holland (1248/54–1256) bis 1254 Gegenkönig
  - Kurfürstentümer
    - Erzstift Köln
      - Erzbischof: Konrad von Hochstaden (1238–1261)

    - Erzstift Mainz
      - Erzbischof: Gerhard I. Wildgraf von Dhaun (1251–1259)

    - Erzstift Trier
      - Erzbischof: Arnold II. von Isenburg (1242–1259)

    - Böhmen
      - König: Ottokar II. Přemysl (1253–1278)

    - Brandenburg
      - Johanneische Linie (Stendal)
        - Markgraf:  Johann I. (1220–1266)

      - Ottonische Linie (Salzwedel)
        - Markgraf: Otto III. (1220–1267)

    - Kurpfalz
      - Pfalzgraf: Ludwig II. der Strenge (1253–1294)
      - Pfalzgraf: Heinrich XIII. (1253–1255)

    - Sachsen
      - Herzog: Albrecht I. (1212–1260)

  - geistliche Fürstentümer
    - Hochstift Augsburg
      - Bischof: Hartmann von Dillingen (1248–1286)

    - Hochstift Bamberg
      - Bischof: Heinrich I. von Bilversheim (1242–1257)

    - Hochstift Basel
      - Bischof: Berthold II. von Pfirt (1248–1262)

    - Erzstift Besançon
      - Erzbischof: Guillaume II. de la Tour (1245–1268)

    - Hochstift Brandenburg
      - Bischof: Otto von Mehringen (1251/52–1260/61)

    - Erzstift Bremen-Hamburg
      - Erzbischof/Bischof: Gebhard II. zur Lippe (1219–1258)

    - Hochstift Brixen
      - Bischof: Bruno von Kirchberg (1250–1288)

    - Hochstift Cambrai
      - Bischof: Nicolas III. de Fontaines (1248–1273)

    - Hochstift Cammin
      - Bischof: Hermann von Gleichen (1251–1288/9)

    - Hochstift Chur
      - Bischof: Heinrich I. von Montfort (1251–1272)

    - Hochstift Eichstätt
      - Bischof: Heinrich IV. von Württemberg (1247–1259)

    - Hochstift Freising
      - Bischof: Konrad I. von Tölz und Hohenburg (1230–1258)

    - Hochstift Genf
      - Bischof: Aymo von Grandson (1215–1260)

    - Hochstift Halberstadt
      - Bischof: Ludolf II. von Schladen (1252–1254/55)
      - Bischof: Volrad von Kranichfeld (1254/55–1296)

    - Hochstift Havelberg
      - Bischof: Heinrich I. von Kerkow (1244/45–1271/72)

    - Hochstift Hildesheim
      - Bischof: Heinrich I. von Rusteberg (1246–1257)

    - Hochstift Konstanz
      - Bischof: Eberhard II. von Waldburg (1248–1274)

    - Hochstift Lausanne
      - Bischof: Jean I. de Cossonay (1240–1273)

    - Hochstift Lübeck
      - Bischof: Johannes II. von Diest (1254–1259)

    - Hochstift Lüttich
      - Bischof: Heinrich III. von Geldern (1247–1274)

    - Erzstift Magdeburg
      - Erzbischof: Rudolf von Dingelstädt (1253–1260)

    - Hochstift Meißen
      - Bischof: Konrad I. von Wallhausen (1240–1258)

    - Hochstift Merseburg
      - Bischof: Heinrich II. von Waren (1244–1265)

    - Hochstift Metz
      - Bischof: Jakob von Lothringen (1239–1260)

    - Hochstift Minden
      - Bischof: Wittekind I. von Hoya (1253–1261)

    - Hochstift Münster
      - Bischof: Otto II. von Lippe (1247–1259)

    - Hochstift Naumburg
      - Bischof: Dietrich II. von Meißen (1243–1272)

    - Hochstift Osnabrück
      - Bischof: Bruno von Isenberg (1251–1258)

    - Hochstift Paderborn
      - Bischof: Simon I. zur Lippe (1247–1277) (1257–1259 Administrator von Bremen-Hamburg)

    - Hochstift Passau
      - Bischof: Berthold von Pietengau (1250–1254)
      - Bischof: Otto von Lonsdorf (1254–1265)

    - Hochstift Ratzeburg
      - Bischof: Friedrich von Ratzenburg (1250–1257)

    - Hochstift Regensburg
      - Bischof: Albert I. von Pietengau (1247–1259)

    - Erzstift Salzburg
      - Erzbischof: Philipp von Spanheim (1247–1257)

    - Hochstift Schwerin
      - Bischof: Rudolf I. (1249–1262)

    - Hochstift Sitten
      - Bischof: Heinrich I. von Raron (1243–1271)

    - Hochstift Speyer
      - Bischof: Heinrich II. von Leiningen (1245–1272) (1254–1256 Bischof von Würzburg)

    - Hochstift Straßburg
      - Bischof: Heinrich III. von Stahleck (1245–1260)

    - Hochstift Toul
      - Bischof: Giles de Sorcy (1253–1271)

    - Hochstift Trient
      - Bischof: Egno von Eppan (1250–1273)

    - Hochstift Utrecht
      - Bischof: Heinrich von Vianden (1250–1267)

    - Hochstift Verden
      - Bischof: Gerhard I. von Hoya (1251–1269)

    - Hochstift Verdun
      - Bischof: Jacques I. Pantaléon (1251–1255)

    - Hochstift Worms
      - Bischof: Richard von Daun (1247–1257)

    - Hochstift Würzburg
      - Bischof: Hermann I. von Lobdeburg (1225–1254)
      - Bischof: Iring von Reinstein-Homburg (1254–1265)

  - weltliche Fürstentümer
    - Anhalt
      -  Anhalt-Aschersleben
        - Fürst: Heinrich II. der Fette (1252–1266)

      -  Anhalt-Bernburg
        - Fürst: Bernhard I. (1252–1287)

      -  Anhalt-Zerbst
        - Fürst: Siegfried I. (1252–1298)

    - Baden
      - Markgraf: Rudolf I. (1243–1288)
      - Markgraf: Friedrich I. (1250–1268)

    - Bayern
      - Herzog: Heinrich XIII. (1253–1290)
      - Herzog: Ludwig II. der Strenge (1253–1294)

    - Berg
      - Graf: Adolf IV. (1246–1259)

    - Brabant und Niederlothringen
      - Herzog: Heinrich III. (1248–1260)

    - Herzogtum Braunschweig-Lüneburg
      - Herzog: Albrecht I. (1252–1269)
      - Herzog: Johann I. (1252–1269)

    - Flandern
      - Gräfin: Margarete II. (1244–1278)

    - Geldern
      - Graf: Otto II. (1229–1271)

    - Hanau
      - Herr: Reinhard I. (um 1243–1281)

    - Hennegau
      - Gräfin: Margarete (1244–1280)

    - Hessen
      - Landgraf: Heinrich I. (1247–1308)

    - Hohenzollern
      - Graf: Friedrich V. (1251/55–1289)

    - Holland
      - Graf: Wilhelm II. (1234–1256)

    - Holstein
      - Graf: Gerhard I. (1238–1261)
      - Graf: Johann I. (1238–1261)

    - Jülich
      - Graf: Wilhelm IV. (1219–1278)

    - Kärnten
      - Herzog: Bernhard (1202–1256)

    - Kleve
      - Graf: Dietrich IV./VI. (1202–1260)

    - Lausitz
      - Markgraf: Heinrich IV. der Erlauchte (1221–1288)

    - Limburg
      - Herzog: Walram V. (1247–1279)

    - Lippe
      - Herr: Bernhard III. (1229–1265)

    - Lothringen (Herrscherliste)
      - Niederlothringen siehe Brabant
      - Oberlothringen
        - Herzog: Friedrich III. (1251–1303)

    - Lüneburg: siehe Braunschweig
    - Luxemburg
      - Graf: Heinrich V. (1247–1281)

    - Mark
      - Graf: Engelbert I. (1249–1277)

    - Mecklenburg
      - Mecklenburg
        - Fürst: Johann I. (1234–1264)

      - Werle
        - Fürst: Nikolaus I. (1234–1277)

      - Rostock
        - Fürst: Heinrich Borwin III. (1234–1278)

    - Markgrafschaft Meißen
      - Markgraf: Heinrich III. (1221–1288)

    - Namur
      - Graf: Balduin II. (1237–1256)

    - Nassau
      - Graf: Walram II. (1251–1277)
      - Graf: Otto I. (1251–1290)

    - Nürnberg
      - Burggraf: Konrad I. (1218–1261)

    - Oldenburg
      - Bruchhausen (1234–1259 gemeinsame Herrschaft)
        - Graf: Heinrich V. (1234–1259)
        - Graf: Ludolf (1234–1259)

      - Oldenburg
        - Graf: Johann I. (1233–1270)

      - Wildeshausen
        - Graf: Heinrich IV. (1233–1270)

    - Ortenberg
      - Graf: Heinrich II. (1241–1257)

    - Österreich
      - Herzog: Ottokar II. Přemysl (1251–1278)

    - Pommern
      - Stettin
        - Herzog: Barnim I. (1220–1278)

    - Ravensberg
      - Graf: Otto III. (1249–1306)

    - Saarbrücken
      - Gräfin: Lauretta (1245–1271)

    - Schwerin
      - Graf: Gunzelin III. (1228–1274)

    - Steiermark
      - Herrschaft umstritten (1246–1261)

    - Tecklenburg
      - Graf: Otto I. (1202–1263/64)

    - Tirol
      - Graf: Meinhard I. (1253–1258)

    - Veldenz
      - Graf: Gerlach IV. (1214–1254)
      - Graf: Gerlach V. (1254–1259)

    - Waldeck
      - Graf: Adolf I. (1228–1270)

    - Weimar-Orlamünde
      - Graf: Otto III. (1247–1285)

    - Württemberg
      - Graf: Ulrich I. (1241–1265)

    - Zweibrücken
      - Graf: Heinrich II. (1237–1282)

- Italien
  - Ferrara
    - Podestà: Azzo VII. d’Este (1215–1264)

  - Kirchenstaat
    - Papst: Innozenz IV. (1243–1254)
    - Papst: Alexander IV. (1254–1261)

  - Montferrat
    - Markgraf: Wilhelm VII. (1253/55–1290)

  - Saluzzo
    - Markgraf: Thomas I. (1244–1296)

  - Savoyen
    - Graf: Bonifaz (1253–1263)

  - Sizilien
    - König: Konrad (1250–1254)
    - König: Konradin (1254–1258)

  - Venedig
    - Doge: Renier Zen (1253–1268)

  - Verona
    - Podestà: Ezzelino III. da Romano (1236–1259)

- Livland (Deutscher Orden)
  - Landmeister: Anno von Sangerhausen (1254–1257)

- Norwegen
  - König: Håkon IV. Håkonsson (1217–1263)

- Polen
  - Seniorherzog: Boleslaw V. (1243–1279)
  - Pommerellen
    - Danzig
      - Herzog: Swantopolk II. (1220–1266)

    - Liebschau
      - Herzog: Sambor II. (1220–1272)

- Portugal
  - König: Alfons III. (1248–1279)

- Russland
  - Wladimir
    - Großfürst: Alexander Newski (1252–1263)

- Schlesien
  - Breslau
    - Herzog: Heinrich III. der Weiße (1248–1266)
    - Herzog: Wladyslaw (1248–1270)

  - Glogau
    - Herzog: Konrad I. (1251–1273/74)

  - Liegnitz
    - Herzog: Boleslaw II. der Kahle (1248–1278)

  - Oberschlesien (Oppeln-Ratibor)
    - Herzog: Wladyslaw I. (1246–1281/82)

- Schottland
  - König: Alexander III. (1249–1286)

- Schweden
  - König: Valdemar Birgersson (1250–1275)

- Serbien
  - König: Stefan Uroš I. (1243–1276)

- Spanien
  - Aragon
    - König: Jakob I. (1213–1276)

  - Granada (Nasriden)
    - Emir: Muhammad I. ibn Nasr (1232–1273)

  - Kastilien-León
    - König: Alfons X. der Weise (1252–1284)

  - Navarra
    - König: Theobald II. (1253–1270)

  - Urgell
    - Graf: Álvaro (1243–1268)

- Ungarn
  - König: Béla IV. (1235–1270)

- Walachei
  - Fürst: Mihai I. (1245–1273)

- Wales
  - Deheubarth (1234–1286 unter Oberherrschaft von Gwynned)
    - Fürst: Maredudd ap Rhys (1244–1271)

  - Gwynedd
    - König: Llywelyn ap Gruffydd (1246–1282)
    - König: Owain der Rote ap Gruffydd (1246–1255)

  - Powys
    - Powys Fadog (Nord-Powys)
      - Fürst: Gruffydd Maelor ap Madog (1236–1269)

    - Powys Wenwynwyn (Süd-Powys)
      - Fürst: Gruffydd ap Gwenwynwyn (1240–1286)

- Zypern
  - König: Hugo II. (1253–1267)